# Geirþjófsfjörður
Der Fjord Geirþjófsfjörður, ein Seitenfjord des Arnarfjörður, liegt in den Westfjorden von Island.
Er gehört zu einer Gruppe von Fjorden, die Suðurfirðir (dt. Südfjorde) genannt werden. 

## Charakteristika
Es handelt sich um einen schmalen Fjord mit steilen Hängen zu beiden Seiten und wenig Unterland.
Dieses findet man nur ganz weit innen im Fjord Richtung der Hochebene Dynjandisheiði, wo es großenteils von Birkenwäldchen bedeckt ist.
Auch spätere Waldpflanzungen, u. a. von Nadelbäumen, findet man hier.
Daher steht ein Teil der Umgebung des Fjords unter Naturschutz.
Das Flüsschen Botnsá durchquert dieses Unterland und mündet in den Fjord.

## Saga-Schauplatz
Hier steht ein inzwischen nicht mehr bewirtschafteter Hof von historischer Bedeutung namens Langabotn.
Es war der erste während der Landnahme in den Suðurfirðir angelegte Hof von Kolonisten aus Norwegen.
Ein anderer dortiger Hof namens Auðarbæ spielte eine wichtige Rolle in einer der Isländersagas, nämlich des Gísli Súrsson.
Dessen Frau lebte laut Saga hier, während er in der Verbannung war und Gísli wurde hier bei Einhamar getötet.

## Verkehrsanbindung
Der Teil des Weges, der vom Breiðafjörður zum Arnarfjörður über die Hochebene der Gláma führt, der Dynjandisvegur, streift einen Felsabsturz, von dem man sehr gut in den Fjord hinabsehen kann, der sich etwa 500 m unter einem befindet.
Der Fjord, an dessen Ufern sich heutzutage nur noch Sommerhäuser befinden, ist allerdings nur mit dem Boot erreichbar.
Die drei hier einst vorhandenen Höfe wurden längst aufgegeben, der letzte davon 1969.
Dieser Fjord ist nicht über Straßen zu erreichen.